# Amphoe Kamphaeng Saen

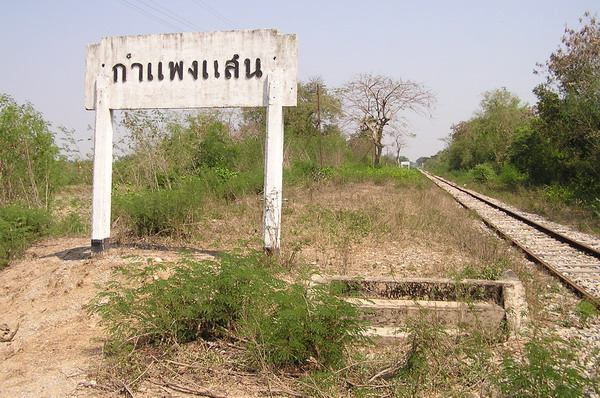
Der Bahnhof von Kamphaeng Saen

Amphoe Kamphaeng Saen (Thai: อำเภอ กำแพงแสน, Aussprache: ʔāmpʰɤ̄ː kām.pʰɛ̄ːŋ sɛ̌ːn) ist ein Landkreis (Amphoe – Verwaltungs-Distrikt) im Nordwesten der Provinz Nakhon Pathom. Die Provinz Nakhon Pathom liegt in der Mitte der Zentralregion von Thailand.

## Geographie
Die benachbarten Amphoe sind im Uhrzeigersinn von Norden aus: Amphoe Song Phi Nong der Provinz Suphan Buri, die Amphoe Bang Len, Don Tum und Mueang Nakhon Pathom der Provinz Nakhon Pathom, Amphoe Ban Pong der Provinz Ratchaburi und Amphoe Tha Maka der Provinz Kanchanaburi.

## Geschichte
Kamphaeng Saen war eine Stadt der Dvaravati-Periode. Die Ruinen von Chedis, Wihan sowie Bruchstücke von Keramik wurden im Gebiet der alten Stadt gefunden.

## Ausbildung
In Amphoe Kamphaeng Saen befindet sich der Kamphaeng Saen Campus der Kasetsart-Universität.

## Verwaltung

### Provinzverwaltung
Der Landkreis Kamphaeng Saen ist in 15 Tambon („Unterbezirke“ oder „Gemeinden“) eingeteilt, die sich weiter in 204 Muban („Dörfer“) unterteilen.
| Nr.  | Name               | Thai       | Muban | Einw.  |
| ---- | ------------------ | ---------- | ----- | ------ |
| 01.  | Thung Kraphang Hom | ทุ่งกระพังโหม | 07    | 06.667 |
| 02.  | Kratip             | กระตีบ      | 08    | 08.998 |
| 03.  | Thung Luk Nok      | ทุ่งลูกนก     | 23    | 13.093 |
| 04.  | Huai Khwang        | ห้วยขวาง    | 21    | 12.015 |
| 05.  | Thung Khwang       | ทุ่งขวาง     | 10    | 05.726 |
| 06.  | Sa Si Mum          | สระสี่มุม     | 24    | 09.751 |
| 07.  | Thung Bua          | ทุ่งบัว       | 11    | 05.150 |
| 08.  | Don Khoi           | ดอนข่อย     | 16    | 07.414 |
| 09.  | Sa Phatthana       | สระพัฒนา    | 14    | 06.832 |
| 010. | Huai Mon Thong     | ห้วยหมอนทอง | 12    | 08.394 |
| 011. | Huai Muang         | ห้วยม่วง     | 12    | 07.300 |
| 012. | Kamphaeng Saen     | กำแพงแสน   | 12    | 14.514 |
| 013. | Rang Phikun        | รางพิกุล     | 09    | 06.140 |
| 014. | Nong Krathum       | หนองกระทุ่ม  | 11    | 05.632 |
| 015. | Wang Nam Khiao     | วังน้ำเขียว   | 14    | 07.939 |

### Lokalverwaltung
Es gibt eine Kommune mit „Kleinstadt“-Status (Thesaban Tambon) im Landkreis:
- Kamphaeng Saen (Thai: เทศบาลตำบลกำแพงแสน) bestehend aus den Teilen der Tambon Thung Kraphang Hom, Kamphaeng Saen.

Außerdem gibt es 15 „Tambon-Verwaltungsorganisationen“ (องค์การบริหารส่วนตำบล – Tambon Administrative Organizations, TAO)
- Thung Kraphang Hom (Thai: องค์การบริหารส่วนตำบลทุ่งกระพังโหม) bestehend aus Teilen des Tambon Thung Kraphang Hom.
- Kratip (Thai: องค์การบริหารส่วนตำบลกระตีบ) bestehend aus dem kompletten Tambon Kratip.
- Thung Luk Nok (Thai: องค์การบริหารส่วนตำบลทุ่งลูกนก) bestehend aus dem kompletten Tambon Thung Luk Nok.
- Huai Khwang (Thai: องค์การบริหารส่วนตำบลห้วยขวาง) bestehend aus dem kompletten Tambon Huai Khwang.
- Thung Khwang (Thai: องค์การบริหารส่วนตำบลทุ่งขวาง) bestehend aus dem kompletten Tambon Thung Khwang.
- Sa Si Mum (Thai: องค์การบริหารส่วนตำบลสระสี่มุม) bestehend aus dem kompletten Tambon Sa Si Mum.
- Thung Bua (Thai: องค์การบริหารส่วนตำบลทุ่งบัว) bestehend aus dem kompletten Tambon Thung Bua.
- Don Khoi (Thai: องค์การบริหารส่วนตำบลดอนข่อย) bestehend aus dem kompletten Tambon Don Khoi.
- Sa Phatthana (Thai: องค์การบริหารส่วนตำบลสระพัฒนา) bestehend aus dem kompletten Tambon Sa Phatthana.
- Huai Mon Thong (Thai: องค์การบริหารส่วนตำบลห้วยหมอนทอง) bestehend aus dem kompletten Tambon Huai Mon Thong.
- Huai Muang (Thai: องค์การบริหารส่วนตำบลห้วยม่วง) bestehend aus dem kompletten Tambon Huai Muang.
- Kamphaeng Saen (Thai: องค์การบริหารส่วนตำบลกำแพงแสน) bestehend aus Teilen des Tambon Kamphaeng Saen.
- Rang Phikun (Thai: องค์การบริหารส่วนตำบลรางพิกุล) bestehend aus dem kompletten Tambon Rang Phikun.
- Nong Krathum (Thai: องค์การบริหารส่วนตำบลหนองกระทุ่ม) bestehend aus dem kompletten Tambon Nong Krathum.
- Wang Nam Khiao (Thai: องค์การบริหารส่วนตำบลวังน้ำเขียว) bestehend aus dem kompletten Tambon Wang Nam Khiao.